# 1947
Il 1947 (MCMXLVII in numeri romani) è un anno  del XX secolo.

## Eventi
- La Polaroid lancia sul mercato la macchina fotografica "95". Nasce la "fotografia istantanea": per la prima volta le immagini sono visibili in un minuto.
- La Raytheon mette in vendita il Radarange, il primo forno a microonde.

### Gennaio
- 1º gennaio – fusione delle zone di occupazione britannica e statunitense in Germania.
- 9-13 gennaio – al XXV Congresso straordinario del PSIUP, svoltosi a Roma, la minoranza, raccolta attorno a Giuseppe Saragat, esce dal partito e l'11 gennaio a Palazzo Barberini fonda il Partito Socialista dei Lavoratori Italiani (PSLI), in seguito Partito Socialista Democratico Italiano (PSDI). Il PSIUP torna all'antica denominazione di Partito Socialista Italiano (PSI).
- 16 gennaio
  - Francia: Vincent Auriol è il primo Presidente della Quarta Repubblica.
  - Gli alleati consegnano  all'Italia il Trattato di pace. Le condizioni sono piuttosto punitive: perdita di parte del territorio nazionale e rinuncia alla flotta. L'Italia lo ratificherà non senza polemiche tra le forze politiche. Il Trattato, firmato il 10 febbraio, entrerà in vigore il 15 settembre.
- 19 gennaio – Polonia: le prime elezioni politiche generali del dopoguerra danno la vittoria, con l'80 per cento dei voti, al Blocco del Popolo formato dai quattro partiti di sinistra. I partiti di destra sconfitti denunciano gravi violenze.
- 31 gennaio – l'Etiopia ottiene l'indipendenza dall'Italia.

### Febbraio
- 2 febbraio – giura il terzo governo De Gasperi, formato da esponenti dei tre maggiori partiti italiani – DC, PCI e PSI – più l'indipendente Carlo Sforza agli Esteri.
- 10 febbraio – firmati a Parigi i trattati di pace delle potenze vincitrici con l'Ungheria, la Romania, la Bulgaria, la Finlandia e l'Italia. Quest'ultima cede l'Istria, Fiume e Zara alla Jugoslavia; l'isola di Rodi e il Dodecaneso alla Grecia; parte del Colle del Piccolo San Bernardo, il Colle del Moncenisio, la Valle Stretta, il Monte Chaberton, Briga e Tenda alla Francia. Il Territorio Libero di Trieste viene diviso in due zone: la zona A (controllata da inglesi e americani) e la B (occupata dagli jugoslavi).
- 12 febbraio – Sui monti Sichotė-Alin' cade una grande meteorite.
- 17 febbraio – Voice of America, organo radiofonico ufficiale del governo degli Stati Uniti, inizia le sue trasmissioni di propaganda all'interno dell'Unione Sovietica.
- 18 febbraio – la Gran Bretagna rimette all'ONU la soluzione del problema palestinese.
- 23 febbraio – viene fondata l'Organizzazione internazionale per la normazione (ISO)
- 25 febbraio – la Prussia cessa ufficialmente di esistere.
- 28 febbraio – Taiwan: inizia una rivolta popolare contro la Repubblica di Cina.

### Marzo
- 1º marzo – diviene operativo il Fondo monetario internazionale (FMI), nato formalmente nel dicembre 1945.
- 4 marzo
  - Torino: gli autori della strage di Villarbasse vengono giustiziati con la fucilazione, ultimi condannati a morte in Italia per reati civili.[1]
  - Dunkerque: Francia e Gran Bretagna siglano un accordo cinquantennale di reciproca assistenza contro l'eventualità di una nuova aggressione tedesca.
- 5 marzo - La Spezia: avviene l'esecuzione capitale di Aldo Morelli, Emilio Battisti e Aurelio Gallo per reati militari da questi commessi ai tempi della RSI: i tre, ex membri della Guardia Nazionale Repubblicana, sono gli ultimi condannati a morte per delitti in tempo di guerra.
- 12 marzo – Il presidente Harry Truman enuncia ufficialmente la dottrina politica che prenderà il suo nome: difesa dei popoli liberi e contenimento del comunismo nel mondo.
- 15 marzo – l'Italia aderisce agli accordi monetari di Bretton Woods (USA).
- 21 marzo – stipulato tra Italia e Francia un accordo che prevede l'emigrazione di 200 000 lavoratori italiani entro il 1948.
- 31 marzo – la Spagna si proclama stato monarchico con la reggenza di Francisco Franco.

### Aprile
- 2 aprile – si conclude a Nuova Delhi la prima conferenza panasiatica promossa da Jawaharlal Nehru. Vi hanno preso parte una trentina di Paesi. L'India persegue una politica estera molto attiva a favore del neutralismo con l'obiettivo di candidarsi alla guida dei paesi asiatici.
- 14 aprile – Francia: Charles de Gaulle fonda un nuovo partito, il Rassemblement du Peuple Français (RPF). Alle amministrative del 26 ottobre otterrà un successo clamoroso.
- 15 aprile - l'articolo 27 della nuova Costituzione italiana sancisce l'abolizione della pena di morte a partire dal 1º gennaio 1948, senza altre esecuzioni nel corso dell'anno.
- 16 aprile – Stati Uniti: il finanziere Bernard Baruch conia l'espressione guerra fredda. Verrà resa di uso corrente dal giornalista Walter Lippman.
- 24 aprile – si conclude la Conferenza di Mosca, dopo sei settimane di lavori. Sul problema della Germania si consuma una nuova e definitiva rottura tra sovietici e potenze occidentali. Si delineano i due "blocchi" contrapposti.

### Maggio
- 1º maggio – a Portella della Ginestra, località di Piana degli Albanesi, una folla di contadini partecipa ad un comizio sindacale per la festa del lavoro. La banda di Salvatore Giuliano accerchia i lavoratori e apre il fuoco, provocando 11 morti e 27 feriti.
- 3 maggio – Giappone: viene approvata la nuova Costituzione, voluta dal generale MacArthur ed impostata sul modello americano.
- 13 maggio – Alcide De Gasperi annuncia le dimissioni. La formula del governo unitario dei tre partiti maggiori è andata in crisi, la DC si prepara a costituire un nuovo governo senza il PCI.
- 22 maggio – forti pressioni su Grecia e Turchia. L'Unione Sovietica stringe accordi con le forze di sinistra, specialmente in Grecia. Nello stesso giorno, gli Stati Uniti assegnano un prestito di 400 milioni di dollari di aiuti militari ed economici a favore dei governi dei due paesi (rispettivamente 300 e 100 milioni).

### Giugno
- 5 giugno – il segretario di Stato USA, generale George Marshall, annuncia il suo piano economico di aiuti (noto come Piano Marshall) per la ricostruzione dell'Europa. È la controparte economica della dottrina Truman.
- 15 giugno – Fausto Coppi vince il trentesimo Giro d'Italia davanti a Gino Bartali.
- 24 giugno – primo avvistamento conosciuto di un UFO: Kenneth Arnold, volando sopra lo stato di Washington, nota nove dischi luminosi a forma di vassoio.
- 25 giugno – sono introdotte nel mercato le scarpe da tennis.
- 27 giugno – Inizia a Parigi (a porte chiuse) la Conferenza anglo-franco-sovietica sul Piano Marshall. Si concluderà il 2 luglio col rifiuto di Mosca delle proposte di Londra e Parigi.

### Luglio
- 8 luglio – Stati Uniti: il quotidiano locale Roswell Daily Record riporta che a Roswell, nel Nuovo Messico, il 509º Gruppo Bombardieri avrebbe catturato un oggetto volante non identificato. Nasce così il "caso Roswell". Un UFO si sarebbe schiantato al suolo e le parti recuperate sarebbero state portate nella base aerea di Wright Petterson.
- 18 luglio – navi da guerra inglesi catturano l'Exodus 1947, imbarcazione che trasporta 4 554 ex profughi ebrei, sopravvissuti ai lager nazisti, verso la Terra promessa. La vicenda si concluderà il 9 settembre con lo sbarco forzato di quasi tutti i passeggeri ad Amburgo.
- 20 luglio – Indonesia: truppe olandesi cominciano vaste operazioni militari contro i nazionalisti di Giava e Sumatra. Intervento dell'ONU.
- 26 luglio – Stati Uniti: nell'ambito di una generale riorganizzazione degli alti comandi federali, il presidente Truman firma l'atto di nascita della CIA (Central Intelligence Agency), assegnandole le funzioni esercitate dal vecchio Office of Strategic Services (OSS), cioè analisi dei fatti e direzione delle operazioni segrete.

### Agosto
- 14 agosto – l'India e il Pakistan, pur rimanendo associati al Commonwealth, dichiarano l'indipendenza, che viene solennemente proclamata in due cerimonie svoltesi rispettivamente a Delhi e a Karachi. Termina ufficialmente il dominio britannico su quelle nazioni e nascono la Repubblica Islamica del Pakistan e l'Unione indiana con Primo ministro il Pandit Nehru. Stragi di indù e musulmani nel Punjab e nel Bengala.
- 16 agosto – Bulgaria: Nikola Petkov, leader delle forze del centro-sinistra, viene processato per "tradimento" e condannato a morte. Sarà impiccato il 23 settembre.
- 21 agosto – l'URSS oppone il primo di una lunga serie di veti all'ingresso dell'Italia fra le Nazioni Unite dopo che il Consiglio di sicurezza ha respinto le domande d'ammissioni ungherese, rumena e bulgara.
- 31 agosto
  - Ungheria: il Partito comunista, vince le elezioni generali conquistando circa il 30% dei suffragi.
  - L'ONU propone la divisione della Palestina in due stati, uno arabo e l'altro ebraico, sotto il controllo internazionale.

### Settembre
- 18 settembre – negli USA viene istituita la CIA (Central Intelligence Agency); la United States Air Force diviene una forza armata autonoma (in precedenza era una branca dello US Army).
- 22-27 settembre – in reazione al Piano Marshall, l'URSS crea il Cominform, un organismo di coordinamento e direzione dei partiti comunisti europei che sostituisce la vecchia Terza internazionale (il Comintern) fondata da Lenin nel 1919 e sciolta nel 1943 da Stalin. Nei mesi precedenti, il blocco socialista aveva rifiutato il Piano Marshall e Mosca aveva obbligato la Polonia e la Cecoslovacchia a rifiutare gli aiuti occidentali. Questi due Paesi, che non erano guidati da partiti socialisti, subiranno il colpo di Stato l'anno successivo.

### Ottobre
- 14 ottobre – primo volo supersonico in California del Bell X-1, pilotato da Charles Yeager.
- 19-21 ottobre – per decisione del Comitato centrale, le residue forze del Partito d'Azione confluiscono nel PSI.
- 26 ottobre – Fausto Coppi conclude la sua stagione vincendo il Giro di Lombardia. Il ciclista si era imposto anche nel Giro d'Italia e nel Campionato italiano. Nell'annata agonistica era giunto primo al traguardo dieci volte.
- 29 ottobre – ratifica dell'unione doganale tra Belgio, Paesi Bassi e Lussemburgo (Benelux). Entrerà in vigore il 1º gennaio 1948.

### Novembre
- 7 novembre – la direzione del PSI propone di formare un "raggruppamento di tutte le forze democratiche per la lotta della sinistra contro la destra". È il primo passo verso la costituzione del Fronte Democratico Popolare.
- 9 novembre – Thailandia: colpo di Stato ed instaurazione della dittatura militare.
- 20 novembre – Regno Unito: la principessa Elisabetta di Windsor (erede al trono britannico) e Filippo Mountbatten, duca di Edimburgo, si uniscono in matrimonio.
- 25 novembre
  - Londra: inizia la Conferenza dei ministri degli esteri delle quattro grandi potenze: Stati Uniti, Regno Unito, Francia e Unione Sovietica.
  - La Nuova Zelanda, già dominion britannico, diventa uno stato indipendente e membro del Commonwealth.
- 29 novembre – l'Assemblea generale delle Nazioni Unite vota la spartizione della Palestina tra arabi ed ebrei. Immediate reazioni arabe. Il sindaco di Nablus incita alla "guerra santa" contro gli ebrei di Palestina.

### Dicembre
- 8-17 dicembre – riunione al Cairo dei capi di Stato della Lega araba: si organizza la lotta contro la spartizione della Palestina.
- 14 dicembre
  - Le ultime truppe di occupazione americane lasciano l'Italia.
  - Entrano nel IV governo De Gasperi il PRI ed il PSDI. È il primo atto della lunga stagione del quadripartito (DC - PRI - PLI - PSDI).
- 15 dicembre – Carl Barks crea Zio Paperone
- 22 dicembre – Italia: l'Assemblea Costituente approva la Costituzione della Repubblica Italiana con 453 voti favorevoli e 62 contrari.
- 24 dicembre – presso i Bell Labs, Bardeen, Brattain e Shockley inventano il transistor.
- 27 dicembre – Italia: il Capo provvisorio dello Stato Enrico De Nicola promulga la Costituzione della Repubblica Italiana.
- 28 dicembre – PCI, PSI ed altri gruppi di sinistra danno vita al Fronte Democratico Popolare.
- 30 dicembre – colpo di Stato in Romania: il Primo ministro Petru Groza costringe re Michele, 26 anni, a firmare l'atto di rinuncia al trono. Viene proclamata la Repubblica popolare.

## Nati
Ci sono circa 3 510 voci su persone nate nel 1947; vedi la pagina Nati nel 1947 per un elenco descrittivo o la categoria Nati nel 1947 per un indice alfabetico.

## Morti
Ci sono circa 840 voci su persone morte nel 1947; vedi la pagina Morti nel 1947 per un elenco descrittivo o la categoria Morti nel 1947 per un indice alfabetico.

## Calendario
| Calendario 1947 | Calendario 1947 | Calendario 1947 | Calendario 1947 | Calendario 1947 | Calendario 1947 | Calendario 1947 | Calendario 1947 | Calendario 1947 | Calendario 1947 | Calendario 1947 | Calendario 1947 | Calendario 1947 | Calendario 1947 | Calendario 1947 | Calendario 1947 | Calendario 1947 | Calendario 1947 | Calendario 1947 | Calendario 1947 | Calendario 1947 | Calendario 1947 | Calendario 1947 | Calendario 1947 | Calendario 1947 | Calendario 1947 | Calendario 1947 | Calendario 1947 | Calendario 1947 | Calendario 1947 | Calendario 1947 | Calendario 1947 | Calendario 1947 |
| --------------- | --------------- | --------------- | --------------- | --------------- | --------------- | --------------- | --------------- | --------------- | --------------- | --------------- | --------------- | --------------- | --------------- | --------------- | --------------- | --------------- | --------------- | --------------- | --------------- | --------------- | --------------- | --------------- | --------------- | --------------- | --------------- | --------------- | --------------- | --------------- | --------------- | --------------- | --------------- | --------------- |
|                 | 1               | 2               | 3               | 4               | 5               | 6               | 7               | 8               | 9               | 10              | 11              | 12              | 13              | 14              | 15              | 16              | 17              | 18              | 19              | 20              | 21              | 22              | 23              | 24              | 25              | 26              | 27              | 28              | 29              | 30              | 31              |                 |
| Gennaio         | Me              | Gi              | Ve              | Sa              | Do              | Lu              | Ma              | Me              | Gi              | Ve              | Sa              | Do              | Lu              | Ma              | Me              | Gi              | Ve              | Sa              | Do              | Lu              | Ma              | Me              | Gi              | Ve              | Sa              | Do              | Lu              | Ma              | Me              | Gi              | Ve              |                 |
| Febbraio        | Sa              | Do              | Lu              | Ma              | Me              | Gi              | Ve              | Sa              | Do              | Lu              | Ma              | Me              | Gi              | Ve              | Sa              | Do              | Lu              | Ma              | Me              | Gi              | Ve              | Sa              | Do              | Lu              | Ma              | Me              | Gi              | Ve              |                 |                 |                 |                 |
| Marzo           | Sa              | Do              | Lu              | Ma              | Me              | Gi              | Ve              | Sa              | Do              | Lu              | Ma              | Me              | Gi              | Ve              | Sa              | Do              | Lu              | Ma              | Me              | Gi              | Ve              | Sa              | Do              | Lu              | Ma              | Me              | Gi              | Ve              | Sa              | Do              | Lu              |                 |
| Aprile          | Ma              | Me              | Gi              | Ve              | Sa              | Do              | Lu              | Ma              | Me              | Gi              | Ve              | Sa              | Do              | Lu              | Ma              | Me              | Gi              | Ve              | Sa              | Do              | Lu              | Ma              | Me              | Gi              | Ve              | Sa              | Do              | Lu              | Ma              | Me              |                 |                 |
| Maggio          | Gi              | Ve              | Sa              | Do              | Lu              | Ma              | Me              | Gi              | Ve              | Sa              | Do              | Lu              | Ma              | Me              | Gi              | Ve              | Sa              | Do              | Lu              | Ma              | Me              | Gi              | Ve              | Sa              | Do              | Lu              | Ma              | Me              | Gi              | Ve              | Sa              |                 |
| Giugno          | Do              | Lu              | Ma              | Me              | Gi              | Ve              | Sa              | Do              | Lu              | Ma              | Me              | Gi              | Ve              | Sa              | Do              | Lu              | Ma              | Me              | Gi              | Ve              | Sa              | Do              | Lu              | Ma              | Me              | Gi              | Ve              | Sa              | Do              | Lu              |                 |                 |
| Luglio          | Ma              | Me              | Gi              | Ve              | Sa              | Do              | Lu              | Ma              | Me              | Gi              | Ve              | Sa              | Do              | Lu              | Ma              | Me              | Gi              | Ve              | Sa              | Do              | Lu              | Ma              | Me              | Gi              | Ve              | Sa              | Do              | Lu              | Ma              | Me              | Gi              |                 |
| Agosto          | Ve              | Sa              | Do              | Lu              | Ma              | Me              | Gi              | Ve              | Sa              | Do              | Lu              | Ma              | Me              | Gi              | Ve              | Sa              | Do              | Lu              | Ma              | Me              | Gi              | Ve              | Sa              | Do              | Lu              | Ma              | Me              | Gi              | Ve              | Sa              | Do              |                 |
| Settembre       | Lu              | Ma              | Me              | Gi              | Ve              | Sa              | Do              | Lu              | Ma              | Me              | Gi              | Ve              | Sa              | Do              | Lu              | Ma              | Me              | Gi              | Ve              | Sa              | Do              | Lu              | Ma              | Me              | Gi              | Ve              | Sa              | Do              | Lu              | Ma              |                 |                 |
| Ottobre         | Me              | Gi              | Ve              | Sa              | Do              | Lu              | Ma              | Me              | Gi              | Ve              | Sa              | Do              | Lu              | Ma              | Me              | Gi              | Ve              | Sa              | Do              | Lu              | Ma              | Me              | Gi              | Ve              | Sa              | Do              | Lu              | Ma              | Me              | Gi              | Ve              |                 |
| Novembre        | Sa              | Do              | Lu              | Ma              | Me              | Gi              | Ve              | Sa              | Do              | Lu              | Ma              | Me              | Gi              | Ve              | Sa              | Do              | Lu              | Ma              | Me              | Gi              | Ve              | Sa              | Do              | Lu              | Ma              | Me              | Gi              | Ve              | Sa              | Do              |                 |                 |
| Dicembre        | Lu              | Ma              | Me              | Gi              | Ve              | Sa              | Do              | Lu              | Ma              | Me              | Gi              | Ve              | Sa              | Do              | Lu              | Ma              | Me              | Gi              | Ve              | Sa              | Do              | Lu              | Ma              | Me              | Gi              | Ve              | Sa              | Do              | Lu              | Ma              | Me              |                 |

## Premi Nobel
In quest'anno sono stati conferiti i seguenti Premi Nobel:
- per la Pace: The American Friends Service Committee, The Friends Service Council
- per la Letteratura: André Gide
- per la Medicina: Carl Ferdinand Cori, Gerty Theresa Cori, Bernardo Alberto Houssay
- per la Fisica: Edward Victor Appleton
- per la Chimica: Robert Robinson